# آتوزون
آتوزون (انگلیسی: AutoZone) شرکت خرده‌فروشی قطعات خودروی آمریکایی است، که در سال ۱۹۷۹ توسط پیت هاید تأسیس شد.